# Qüestió dels Tres Capítols
La Qüestió dels tres capítols és el nom que rep la controvèrsia referent a la sentència donada contra tres autors (Teodor de Mopsuèstia, Teodoret de Cir i Ibes d'Edessa) que van ser condemnats per simpatitzar amb el nestorianisme. La condemna es va publicar en un decret imperial de l'emperador Justinià I l'any 544.
Els Tres capítols eren obra de Teodor de Mopsuèstia, Teodoret de Cir i Ibes d'Edessa. Mentre que a Orient el decret de Justinià fou ben acollit, a Occident es prengué com un atac al concili de Calcedònia i el papa Vigili refusà d'acceptar-la inicialment. El papa es veié forçat per l'emperador a signar la condemna en el Iudicatum de 548, però després se'n retractà. Davant del fets Justinià convocà el Segon concili a Constantinoble (553) que condemnà els Tres capítols. Vigili, després d'haver sofert presó i tortura a Constantinoble, reconegué finalment la condemna.

## Precedents
La qüestió dels Tres capítols va lligada a la història del monofisisme i a les relacions de Justinià (527-65) amb l'Església i el pontificat. El monofisisme, condemnat solemnement al Concili de Calcedònia de 451, encara gaudia de gran influència per tot l'Orient. Inicialment, Justinià va lluitar contra l'heretgia, però les seves posicions van canviar i va acabar defensant-la. Justinià creia que era el seu deure determinar fins als mínims detalls tant el dogma com la vida eclesiàstica, arribant a teoritzar en les intricades qüestions dogmàtiques que en aquells dies es discutien. Amb tot, lluny d'ajudar a la unitat de l'imperi, les seves intervencions van servir per sembrar més dissensions i per anar obrint cada vegada més la línia divisòria que separaria més tard Orient d'Occident.
En pujar al tron Justinià, estava oberta la disputa sobre les idees anomenades origenistes (la preexistència i transmigració de les ànimes, l'apocatàstasi, etc.) i es discutia tant l'heretgia com la seva atribució a Orígenes. Entre els seguidors de les idees origenistes s'hi comptava Teodor Ascides, arquebisbe de Cesarea de Capadòcia. Inicialment l'emperador condemnà l'origenisme en un edicte de l'any 542., però Ascides, per tal d'evitar noves intervencions imperials contra l'origenisme, desvià l'atenció de l'emperador cap a una altra disputa, la del perill monofisita. Ascides va manifestar a l'emperador que els seus seguidors estarien disposats a unir-se a l'Església si es condemnaven com a nestorians alguns caps de l'escola d'Antioquia de Síria, amb els quals els orígenistes estaven enfrontats: en concret Ascides proposà a Justinià que condemnés:
- la persona i els escrits de Teodor de Mopsuèstia,
- els escrits de Teodoret de Cir contra sant Ciril i el Concili d'Efes, i
- la carta del bisbe Ibes d'Edessa, adreçada al bisbe Màrius d'Ardashir (Selèucia), en defensa de Teodor i contra els Anatematismes del mateix Ciril.

Justinià va acceptar la idea i l'any 544 va promulgar un edicte on va formular uns quants anatemes contra els Tres capítols (Tria kefalaia). Donada la tendència nestoriana d'aquests escrits, ningú no podia trobar injustificada, en principi, aquesta sentència. No obstant això, els capítols ja havien estat jutjats anteriorment per una assemblea ecumènica de l'Església, per la qual cosa el fet es considerà una violació del Concili de Calcedònia.

## La controvèrsia
Els bisbes orientals van signar l'edicte gairebé amb unanimitat. El papa Vigili (537-55), però, considerà l'edicte com una violació del Concili de Calcedònia i va voler donar llargues a l'assumpte. Com que Roma depenia políticament de Constantinoble, Virgili rebé l'ordre de dirigir-se a la capital de l'Imperi. Vigili es resistí i fou pres de la basílica de Santa Cecília in Trastevere, a Roma, i embarcat cap a Sicília el 22 novembre de 545. Arribat a Constantinoble el 25 de gener de 547, el papa es va mantenir ferm en repudiar l'edicte, però a la fi cedí, condemnant amb un Iudicatum els tres capítols. Aquest acte va provocar l'escàndol i la reprovació dels bisbes occidentals, dels quals alguns, com Reparat de Cartago, van arribar a llençar l'excomunió contra el papa.
D'acord amb Justinià, el papa va prendre l'acord de no parlar més de l'assumpte fins que no es reunís un nou concili ecumènic (550). L'emperador, però, va publicar l'any següent un altre document, Omologia fidei, servint-se en part d'expressions de Lleonci de Bizanci. Davant el nou abús, el papa va protestar formalment, per la qual cosa va haver de refugiar-se, primer en una església de Constantinoble i després de la basílica de Santa Eufèmia de Calcedònia (25 desembre de 551). Finalment, quan el bisbe Ascides i el patriarca Menna, a qui el papa anteriorment havia condemnat i deposat, es van, el papa va poder tornar a Constantinoble, on s'estava ja preparant la celebració del nou concili (553).

## El concili
Al concili van assistir 160 pares, tots ells orientals, que van condemnar els tres capítols. El papa, que no va assistir a les sessions, es va negar a fer el mateix. Els bisbes es van separar d'ell, encara que indicant que seguien units a la seu de Roma. El papa, abandonat per tots i amenaçat per la cort, va haver de cedir a la fi i en un segon Constitutum sancionà la condemnació pronunciada pel concili constantinopolità, que des de llavors va ser admès com el cinquè dels concilis ecumènics (23 febrer 554).
Els efectes de la controvèrsia van ser fatals: d'una banda, no es va aconseguir la desitjada unió dels monofisites, per altra es va provocar un cisma a Occident, quan diversos bisbes es van negar a acceptar la solució del papa; durant 150 anys va continuar havent-hi divisions i es van augmentar els recels i diferències entre Orient i Occident.